# Йоксимович, Желько
Же́лько Йо́ксимович (серб. Жељко Јоксимовић, Željko Joksimović, род. 20 апреля 1972, Белград) — популярный сербский певец и композитор. Представитель Сербии и Черногории на «Евровидении 2004», а затем и  Сербии на «Евровидении 2012». Был ведущим на «Евровидении 2008». Также известен на конкурсе как композитор. Написал песню «Lejla» для представителей Боснии и Герцеговины на «Евровидении 2006» группы «Хари Мата Хари», «Оро» — для представительницы Сербии на «Евровидении 2008» Елены Томашевич, «Adio» — для представителя Черногории на «Евровидении 2015» Ненада Кнежевича.

## Биография
Родился в Белграде, детство провёл в Валево.
Первого успеха как инструменталист Желько достиг в 1984 году, когда он в возрасте 12 лет получил премию как лучший европейский аккордеонист в Париже. В настоящее время играет на 14 различных, преимущественно клавишных, инструментах.
Признание как композитор получил на фестивале «Белградская весна-93», где его песня заняла 3-е место. В 1995 году на этом же фестивале стал обладателем Второй премии жюри за исполнение песни «Ария». Песни, созданные Йоксимовичем, побеждали на фестивале «Београдско пролече» в 1993, 1996 и 1997 годах. Как композитор и аранжировщик был отмечен на фестивалях в Югославии («Будва»), Македонии («Еврофест»), Белоруссии («Славянский базар в Витебске», «Золотой шлягер»).
В 1999 году Желько получает две важнейшие международные премии — Гран-при как исполнитель «Золотого шлягера» на фестивалях в Беларуси (Могилёв и Витебск) за песню «Pesma sirena», за которую он также награждён призом Международной организации ФИДОФ за музыкальную интерпретацию и современное выражение этномотивов в эстрадной музыке на фестивале Средиземноморской песни «Песня Медитерана» в Будве в июле 1998 года.
Кроме поп-музыки Желько пробует себя и в стиле фолк. В частности, его песня «Zvone tambure» победила на фестивале Златна Тамбурица в Нови-Саде в 2000 году. Также Йоксимович был награждён как автор музыки для спектаклей «Mandagora», «Ljubinko i Desanka», «Rob ljubavi», «Pesice» [лучшая пьеса 1999 года] и «Nemam da platim necu da platim».
В конце 2000 года его дебютный альбом становится самым продаваемым альбомом студии «Сити Рекордс», а песни из этого альбома широко ротировались на радио и телевидении. После выпуска альбома Желько получает премию «Лучший исполнитель года» на основе результатов опросов теле- и радиостанций, журнала «Свет», а также газеты «Франкфуртские новости».

### «Евровидение» и дальнейшая карьера
В 2004 году Желько испытал новый скачок популярности. Его сингл «Ledja O Ledja» стал очень известен в странах бывшей Югославии. В том же году певец занял второе место на конкурсе песни «Евровидение 2004» в Стамбуле с песней «Lane moje», уступив место участнице с Украины Руслане.
В 2006 году на Евровидении в Афинах была представлена песня Йоксимовича «Lejla» в исполнении группы «Хари Мата Хари» из Боснии и Герцеговины, занявшая третье место. В 2008 году на Евровидении от Сербии выступила Елена Томашевич с песней «Оро», музыка к которой также была написана Желько. В финале Елена заняла шестое место. Йоксимович был избран ведущим «Евровидения 2008» в Белграде вместе с будущей супругой Йованой Янкович, ведущей телеканала РТС. В 2012 году Желько вернулся на конкурс в качестве исполнителя. На «Евровидении 2012» его песня «Nije ljubav stvar» заняла третье место. В 2015 году песня «Adio», написанная Йоксимовичем, была исполнена на конкурсе «Евровидение 2015» от Черногории, где её представил Ненад Кнежевич, заняв 13 место в финале.
Помимо родины, наибольшую популярность получил в Северной Македонии, Хорватии, Боснии и Герцеговине, Словении, Венгрии и Албании. В настоящее время продолжает активную творческую деятельность. Является председателем жюри югославской версии телепроекта «X Factor».
| Страна               | Год  | Песня                                  | Артист                               | Место | Баллы |
| -------------------- | ---- | -------------------------------------- | ------------------------------------ | ----- | ----- |
| Сербия и Черногория  | 2004 | "Lane moje" (Лане моје)                | Желько Йоксимович & Ad-Hoc Orchestra | 2     | 263   |
| Босния и Герцеговина | 2006 | "Lejla"                                | Hari Mata Hari                       | 3     | 229   |
| Сербия               | 2008 | "Oro" (Оро)                            | Елена Томашевич feat. Бора Дугих     | 6     | 160   |
| Сербия               | 2012 | "Nije Ljubav Stvar" (Није љубав ствар) | Желько Йоксимович                    | 3     | 214   |
| Черногория           | 2015 | "Adio"                                 | Ненад Кнежевич                       | 13    | 44    |

## Личная жизнь
- Жена — Йована Янкович (поженились в 2012 году)
- Дочь — Мина Йоксимович (от первого брака; родилась в 1995 г.)
- Сын — Коста Йоксимович (родился 10 апреля 2014 г.)
- Дочери-близнецы - Ана и Срна (родились 6 октября 2017)

## Дискография

### Альбомы
- 1999 — Željko Joksimović / Желько Йоксимович [City Records]
- 2001 — Rintam / Веретено [City Records]
- 2002 — III, album [City Records]
- 2006 — Ima nešto u tom što me nećeš / Существует что-то в этом, что ты не будешь [City Records]
- 2009 — Ljubavi / Любовь [Minacord]

### Сборники
- 2003 — The Best Of Željko Joksimović / Лучшие песни [City Records]
- 2007 — The Platinum Collection / Платиновая коллекция [City Records]

### Саундтреки
- 2005 — Ivkova slava, The Soundtrack / Слава Ивкова (с Еленой Томашевич и Николой Козо)

### Концертные альбомы
- 2008 — Beogradska Arena Live

### Синглы
- 2004 — Leđa o leđa [City Records]
- 2004 — Lane moje [PGP RTS]
- 2004 — Lane moje/Goodbye (Warner Music Group)
- 2005 — I live my life for you [Automatik Records/Mascom records] (с Тэми Харрисон)
- 2007 — Devojka [Minacord]
- 2007 — Nije do mene [Minacord]
- 2008 — Ono nase sto nekad bejase [Minacord]
- 2013 — Ludak kao ja [Minacord]

### Дуэты
- 2002 — Харис Джинович — Šta će meni više od toga
- 2005 — Дино Мерлин — Supermen
- 2005 — Тэми Харрисон — I Live My Life For You
- 2014 — Даниэль Каймакоски — Skopje—Beograd